# Новополево (Ярославская область)
Новополево — деревня в Даниловском районе Ярославской области. Входит в состав Середского сельского поселения, относится к Зименковскому сельскому округу.

## География
Расположена в 12 км на юг от центра поселения села Середа и в 40 км на юго-восток от райцентра города Данилова.

## История
Каменная церковь Рождества Богородицы в селе Новом в Полеве построена в 1808 году на средства помещицы бригадирши Анны Авраамиевны Булгаковой, и была обнесена каменной оградой. Церковь имела три престола: Рождества Пресвятой Богородицы, во имя преподобного Иоанна Лествичника и во имя святых и праведных Симеона Богоприимца и Анны пророчицы. 
В конце XIX — начале XX века село входило в состав Середской волости Даниловского уезда Ярославской губернии.
С 1929 года село входило в состав Зименковского сельсовета Даниловского района, в 1944 — 1959 годах — в составе Середского района, с 2005 года — в составе Середского сельского поселения.

## Население
| 1859 | 2002 | 2007 | 2010 |
| ---- | ---- | ---- | ---- |
| 100  | ↘0   | →0   | →0   |

## Достопримечательности
В деревне расположена недействующая Церковь Рождества Пресвятой Богородицы (1808).